# اگون برتشر
اگون برتشر (انگلیسی: Egon Bretscher؛ زاده ۲۳ مه ۱۹۰۱ – درگذشته ۱۶ آوریل ۱۹۷۳) یک فیزیک‌دان اهل سوئیس بود.